# Połajewo (gmina)
Połajewo – gmina wiejska w województwie wielkopolskim, w powiecie czarnkowsko-trzcianeckim. W latach 1975–1998 gmina położona była w województwie pilskim.
Siedziba gminy to Połajewo.
Według danych z 30 czerwca 2004 gminę zamieszkiwało 6114 osób.

## Struktura powierzchni
Według danych z roku 2002 gmina Połajewo ma obszar 141,97 km², w tym:
- użytki rolne: 67%
- użytki leśne: 27%

Gmina stanowi 7,85% powierzchni powiatu.

## Demografia

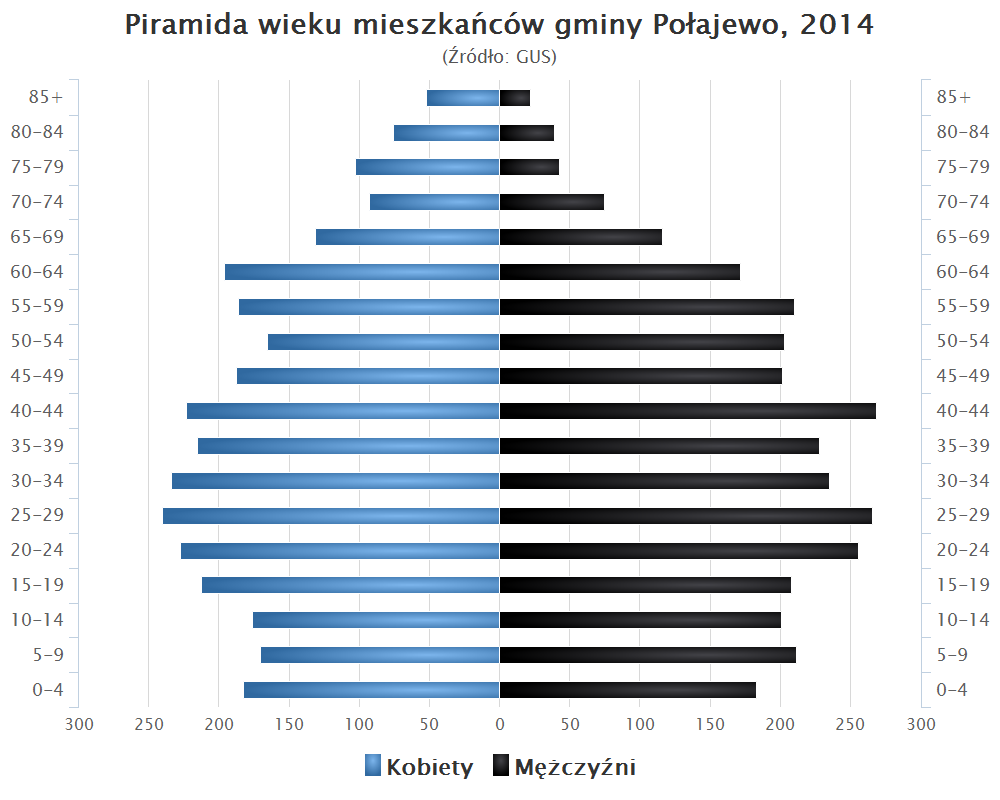
Piramida wieku mieszkańców gminy Połajewo w 2014 roku

Dane z 30 czerwca 2004:
| Opis                              | Ogółem | Ogółem | Kobiety | Kobiety | Mężczyźni | Mężczyźni |
| --------------------------------- | ------ | ------ | ------- | ------- | --------- | --------- |
| jednostka                         | osób   | %      | osób    | %       | osób      | %         |
| populacja                         | 6114   | 100    | 3049    | 49,9    | 3065      | 50,1      |
| gęstość zaludnienia (mieszk./km²) | 43,1   | 43,1   | 21,5    | 21,5    | 21,6      | 21,6      |

## Sołectwa
Boruszyn, Krosin, Krosinek, Młynkowo, Połajewo, Przybychowo, Sierakówko, Tarnówko.

## Ochotnicze Straże Pożarne w gminie[4]
1. OSP Połajewo – KSRG
2. OSP Przybychowo – KSRG
3. OSP Młynkowo – S
4. OSP Tarnówko – S
5. OSP Boruszyn – S
6. OSP Krosin – S
7. OSP Sierakówko – S
8. OSP Krosin-Klimas – M
9. OSP Krosinek – M

## Sąsiednie gminy
Czarnków, Lubasz, Oborniki, Obrzycko, Ryczywół